# Los Premios MTV Latinoamérica
Los Premios MTV Latinoamérica (acrônimoː VMALA ou VMALAs) foi uma entrega anual de prêmios realizada pela MTV Latinoamérica, sendo também conhecido como "MTV Video Music Awards Latin America". Esta era a versão da premiação MTV Video Music Awards destinada aos países de língua espanhola do continente americano. 
A primeira edição aconteceu em 2002. A última aconteceu em 2009, sendo o Prêmios MTV MIAW, iniciado em 2013, o sucessor deste evento.
As primeira três edições de Los Premios MTV Latinoamérica em Miami Beach (EUA). Depois de a edição de 2005, programada para Playa del Carmen (México), ter sido cancelada - por conta do furacão Wilma -, as edições de 2006 e 2007 aconteceram na Cidade do México e a de 2008 em Guadalajara. A última edição teve como local principal Los Angeles, sendo também "repartida" com Bogotá, Buenos Aires e a Cidade do México. Apesar de a edição de 2005 ter sido cancelada, foram emitidos três programas especiais para substituir a cerimônia e os prêmios desse ano forma atribuídos.
O México é o país que mais prêmios arrecadou, com um total de 51, e a colombiana Shakira é a artista mais galardoada, com 12 prêmios. Shakira também foi a artista que mais prêmios ganhou em uma noite, com cinco em 2002 e 2005.

## Características
A cerimônia era realizada como parte um programa realizado pela MTV e retransmitida por suas emissoras ao redor do mundo. Durante o evento, eram premiados os melhores artistas que se destacavam no cenário da música pop e rock em espanhol - apesar de também conter algumas categorias relativas ao mercado da música em língua inglesa -, segundo os votos de seus telespectadores.
O tipo de música que tinha lugar nos prêmios era o mesmo associada à MTV América Latina. Ela destaca o melhor da música pop e rock em espanhol, mas existem categorias especiais, que inclui o mercado Inglês. De igual modo, as apresentações musicais que ocorrem podem ser de ambos os idiomas.
O reconhecimento era concedido aos vencedores em uma língua de cor rosa e com uma ligeira curvatura, em cuja parte superior central se situava o anterior o logotipo da MTV em forma de piercing. A base da língua é redondo e preto. Segundo a MTV, este reconhecimento foi concedido porque a "língua", neste caso, referindo-se a língua espanhola, que é o que une a América hispanófona. 
Enquanto alguns utilizado a expressão "Los Premios MTV" para referir-se a outros prémios MTV em todo o mundo, a cerimônia conhecida pela MTV com esse nome desde 2006, é o mundo. Este nome aparece como tal na publicidade televisiva oficial para promover o evento. 